# 王瑞霞
王瑞霞（1966年—），山东青州人，回族，中华人民共和国政治人物。

## 生平
毕业于中南民族学院历史学专业。2013年，担任全国人大代表。2018年2月24日，当选为第十三届全国人大代表。